# Міхал Чекай
Міхал Чекай (пол. Michał Czekaj; нар. 13 лютого 1992, Краків, Польща) — польський футболіст, захисник футбольної команди «Вісла» що нині виступає в Екстракляса.

## Життєпис
Вихованець краківського футболу. Кар'єру гравця почав у віці шести років в академії «Вісли». 2 серпня 2009 дебютував в Польська Млода Екстракляса з футболу. 20 серпня 2011 зіграв свій перший матч за основну команду в матчі проти «Корони» з Кельців.